# Thorntonville (Texas)
Thorntonville es un pueblo ubicado en el condado de Ward en el estado estadounidense de Texas. En el Censo de 2010 tenía una población de 476 habitantes y una densidad poblacional de 229,44 personas por km².

## Geografía
Thorntonville se encuentra ubicado en las coordenadas 31°34′44″N 102°55′20″O / 31.57889, -102.92222. Según la Oficina del Censo de los Estados Unidos, Thorntonville tiene una superficie total de 2.07 km², de la cual 2.07 km² corresponden a tierra firme y (0%) 0 km² es agua.

## Demografía
Según el censo de 2010, había 476 personas residiendo en Thorntonville. La densidad de población era de 229,44 hab./km². De los 476 habitantes, Thorntonville estaba compuesto por el 82.98% blancos, el 0.84% eran afroamericanos, el 0.42% eran amerindios, el 0.42% eran asiáticos, el 0% eran isleños del Pacífico, el 11.76% eran de otras razas y el 3.57% pertenecían a dos o más razas. Del total de la población el 41.81% eran hispanos o latinos de cualquier raza.

## Educación
El Distrito Escolar Independiente de Monahans-Wickett-Pyote getiona escuelas públicas.